# Ганзуріно (село)
Ганзуріно (рос. Ганзурино) — село Іволгинського району, Бурятії Росії. Входить до складу Сільського поселення Оронгойське.
Населення — 429 осіб (2015 рік).